# 上汽集团

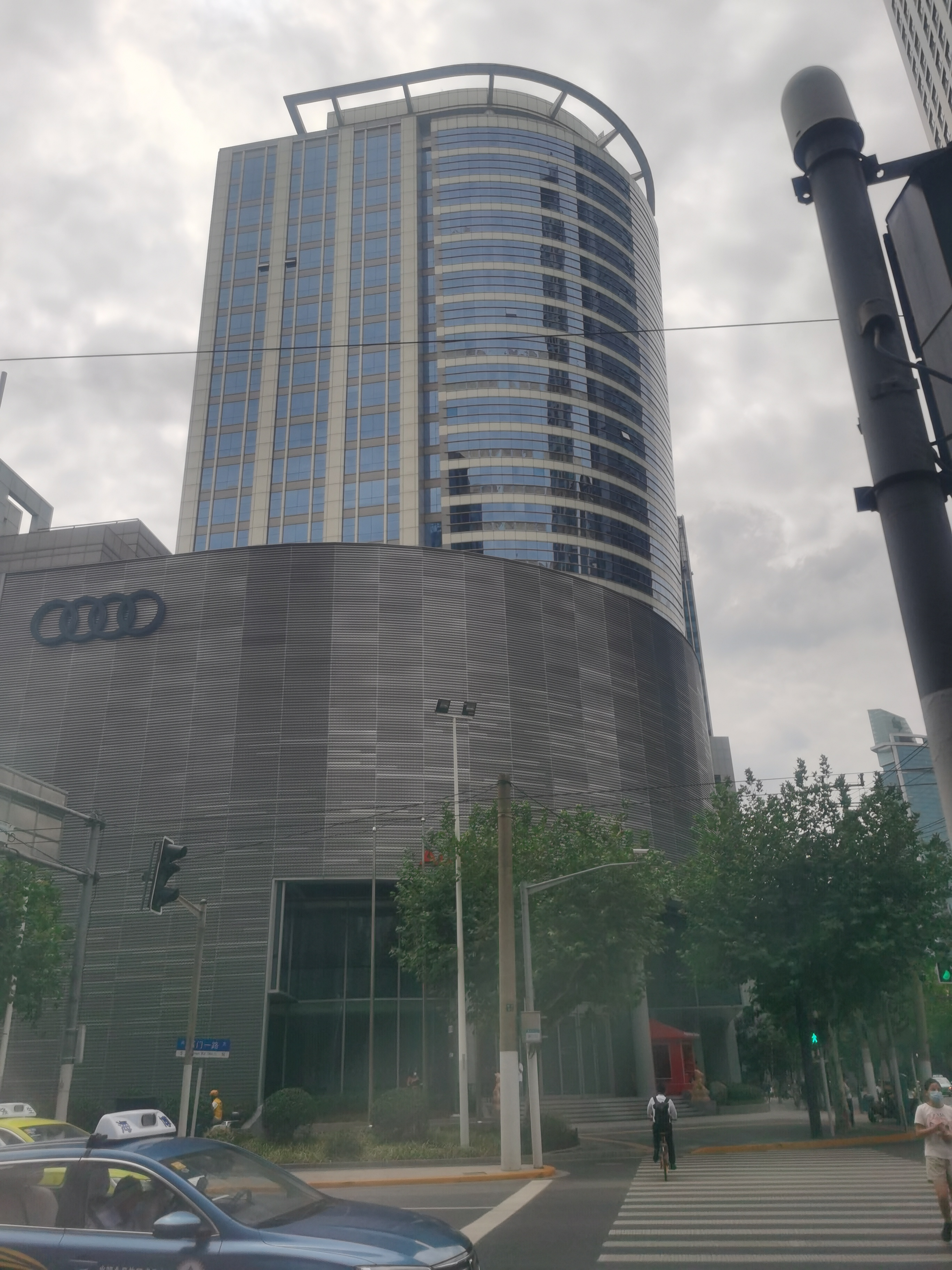
上汽集团总部位于静安区威海路上的汽车工业大厦

上海汽车集团股份有限公司（上交所：600104，简称上汽集团），总部设于上海，是中国四大汽车制造商之一。2004年11月29日，上海汽车工业（集团）总公司（隶属上海市国有资产管理委员会）将其与汽车产业链相关的资产和业务剥离，发起成立了上海汽车集团股份有限公司（SAIC Motor Corporation Limited），简称上汽集团股份。
上汽集团所属主要整车企业包括乘用车公司（荣威&名爵）、上汽大通、上汽大众、上汽通用汽车、上汽通用五菱、南京依维柯、上汽依维柯红岩、上海申沃等。
上汽集团主要业务包括整车研发、生产和销售，正积极推进新能源汽车、互联网汽车的商业化，并开展智能驾驶等技术研究和产业化探索；零部件（含动力驱动系统、底盘系统、内外饰系统，以及电池、电驱、电力电子等新能源汽车核心零部件和智能产品系统）的研发、生产、销售；除此之外还包括物流、汽车电商、出行服务（享道出行）、节能和充电服务等移动出行服务业务；汽车相关金融、保险和投资业务；海外经营和国际商贸业务；并在产业大数据和人工智能领域积极布局。

## 历史
- 1951年，上海公交修造厂试制成1000型有轨电车。
- 1955年12月，上海市内燃机配件制造公司成立。
- 1957年，上海汽车装修厂试制成第一辆58型越野车和第一辆58-I型三轮汽车。同年，上海客车厂试制成功第一辆57型公共汽车。
- 1958年3月，上海市内燃机配件公司与上海市动力设备制造公司合并，成立上海市动力机械制造公司。同年9月28日，上海汽车装配厂试制成第一辆凤凰牌轿车，实现上海汽车工业轿车制造“零”的突破。
- 1960年1月，上海市动力机械制造公司更名为上海市农业机械制造公司。同年4月，上海自行车二厂试制成第一辆幸福250型摩托车。
- 1964年，凤凰牌轿车改名上海牌轿车。
- 1969年4月，上海市农业机械制造公司更名为上海市拖拉机汽车工业公司。
- 1983年4月1日，第一辆桑塔纳轿车组装成功。同年10月，成立上海汽车拖拉机联营公司。
- 1985年3月21日，上海大众汽车有限公司成立。
- 1990年3月1日，上海汽车拖拉机工业联营公司更名为上海汽车工业总公司。
- 1991年11月25日，上海牌轿车停产。
- 1993年，桑塔纳轿车年产量突破10万辆。
- 1995年9月，上海汽车工业（集团）总公司成立。
- 1997年5月，第80万辆桑塔纳下线。同年6月12日，上海通用汽车有限公司成立。
- 2002年11月18日, 上汽通用五菱汽车成立。
- 2004年7月，上汽集团首次进入《财富》世界500强。
- 2004年12月，上海汽车集团股份有限公司成立。
- 2011年，七次入选《财富》杂志世界500强，排名第151位，比2010年上升了72位。
- 2012年，入选《财富》杂志世界500强，排名第130位。
- 2019年， 第十五次入选《财富》杂志世界500强，排名第39位。

## 現状
目前，中国自主品牌和自主研发的车型数量不断增加，主要集中在民营和地方政府汽车厂商，即所谓的自主品牌汽车厂商，部分车型还出口到欧洲和东南亚。不过，据说上汽集团对自主品牌的蓬勃发展最为谨慎，长期以来其业务重点是与外国公司的合资企业。
上汽集团也是中国拥有零部件企业最多的车企。

## 子公司
- 上汽乘用车：承担上汽集团自主品牌产品的研发、制造和销售，旗下拥有飞凡汽車、上汽名爵（MG）、荣威品牌乘用车。
- 智己汽车：上汽下属整车新能源汽车公司，2020年新成立的子品牌。
- 上汽大众：上汽集团与德国大众集团成立的合资企业，上汽集团和大众集团及其子公司各占股50%，生产斯柯达、大众、奧迪品牌乘用车。
- 上汽通用：上汽集团与美国通用汽车集团成立的合资企业，各自占股份50%，生產雪佛蘭、別克、凱迪拉克品牌乘用車。
- 上汽通用五菱：上汽集团、通用汽车与柳州五菱三方合资成立的合资企业。上汽集团通用汽车持有50.1%股份，通用汽车与五菱汽车分别持有44.0%和5.9%股份，生產五菱、寶駿品牌乘用車。
- 上汽大通：上汽集团收购英国商用车公司LDV的知识产权及技术平台，将LDV旗下MAXUS車型引入中国并另行設立「上汽大通MAXUS」品牌，成立于2011年[4]。
- 南京依维柯：一家中意合资企业，中方股东为南京汽车集团有限公司（上海汽车全资子公司），外方股东为意大利威凱股份公司，于1996年3月1日正式运行,双方各占50%股份，主要生产9座以上中端商用客车。
- 上汽红岩：上汽依维柯商用车投资有限公司与重庆机电控股（集团）公司共同投资成立，生产重型汽车。
- 申沃客车：上汽集团全资子公司，最初为与瑞典沃尔沃的合资企业。主要生产“申沃”和“沃尔沃”品牌的7~25米中大型城市公交车以及旅游和公路客车。
- 上海彭浦机器厂有限公司：一家工程机械制造企业，由上汽集团和电气集团于2004年对彭浦机器厂改制而成。
- 華域汽車（上交所：600741），持股58.32%